# Unverre
Unverre település Franciaországban, Eure-et-Loir megyében. Lakosainak száma 1212 fő (2022. január 1.). Unverre Luigny, Moulhard, Charbonnières, Les Autels-Villevillon, Chapelle-Royale, Yèvres, Brou, Dampierre-sous-Brou, Frazé és Vald'Yerre községekkel határos.

## Népesség
A település népessége az elmúlt években az alábbi módon változott:
| Lakosok száma | 1294 | 1109 | 1022 | 1140 | 1259 | 1223 | 1193 | 1167 | 1181 | 1212 |
|               | 1968 | 1982 | 1990 | 2006 | 2013 | 2015 | 2017 | 2019 | 2020 | 2022 |